# Pavel Soukup (historik)
Pavel Soukup (* 1. dubna 1976 Praha) je český historik.
V letech 1994 až 1999 vystudoval historii na Filozofické fakultě Univerzity Karlovy v Praze, kde v roce 2007 na Ústavu českých dějin dokončil také doktorské studium s disertační prací Reformní kazatelství v pozdněstředověkých Čechách. Studie o nejstarších kázáních Jakoubka ze Stříbra.
Pracuje v Centru medievistických studií při Filosofickém ústavu Akademie věd ČR, které také od 1. 1. 2020 vede jako ředitel.
Odborně se zaměřuje na problematiku pozdně středověkých herezí, husitství, středověkou náboženskou literaturu, svatou válku a křížové výpravy a na teologickou polemiku.